# Lestinogomphus silkeae
Lestinogomphus silkeae – gatunek ważki z rodziny gadziogłówkowatych (Gomphidae).